# Municipio de Liberty (condado de Adair)
El municipio de Liberty (en inglés: Liberty Township) es un municipio ubicado en el condado de Adair en el estado estadounidense de Misuri. En el año 2010 tenía una población de 324 habitantes y una densidad poblacional de 2,36 personas por km².

## Geografía
El municipio de Liberty se encuentra ubicado en las coordenadas 40°10′43″N 92°46′16″O / 40.17861, -92.77111. Según la Oficina del Censo de los Estados Unidos, el municipio tiene una superficie total de 137.15 km², de la cual 137,15 km² corresponden a tierra firme y (0 %) 0 km² es agua.

## Demografía
Según el censo de 2010, había 324 personas residiendo en el municipio de Liberty. La densidad de población era de 2,36 hab./km². De los 324 habitantes, el municipio de Liberty estaba compuesto por el 99,38 % blancos, el 0,31 % eran amerindios, el 0,31 % eran asiáticos. Del total de la población el 0 % eran hispanos o latinos de cualquier raza.